# Джамиль аль-Мидфаи
Джамиль аль-Мидфаи (араб. جميل المدفعي‎) — иракский государственный деятель. Пять раз занимал должность премьер-министра Ирака.

## Биография
Джамиль аль-Мидфаи родился в 1890 году в Мосуле, Османский Ирак (провинция Османской империи). Во время Первой мировой войны аль-Мидфаи служил в армии Османской империи, но затем дезертировал в 1916 году и вступил в ряды восставших арабских националистов. После войны он был помощником короля Фейсала во время его короткого правления в Сирии. Джамиль вернулся в Ирак в 1920 году, но вскоре был вынужден эмигрировать в Трансиорданию из-за своей антибританской националистической деятельности. Вернулся в Багдад в 1923 году и занимал ряд руководящих должностей в правительстве мандатной территории.
В 1941 году он был вынужден эмигрировать в Трансиорданию. После своего возвращения, Джамиль ещё дважды занимал должность премьер-министра. Скончался в 1959 году от рака лёгкого.